# NGC 5844
NGC 5844 est une nébuleuse planétaire située dans la constellation du Triangle austral. Elle a été découverte par l'astronome britannique John Herschel en 1835.

## Observation
Avec une magnitude visuelle apparente dans le bleu de 13,2, on doit utiliser un télescope dont l'ouverture est d'au moins 250 mm pour l'observer.  

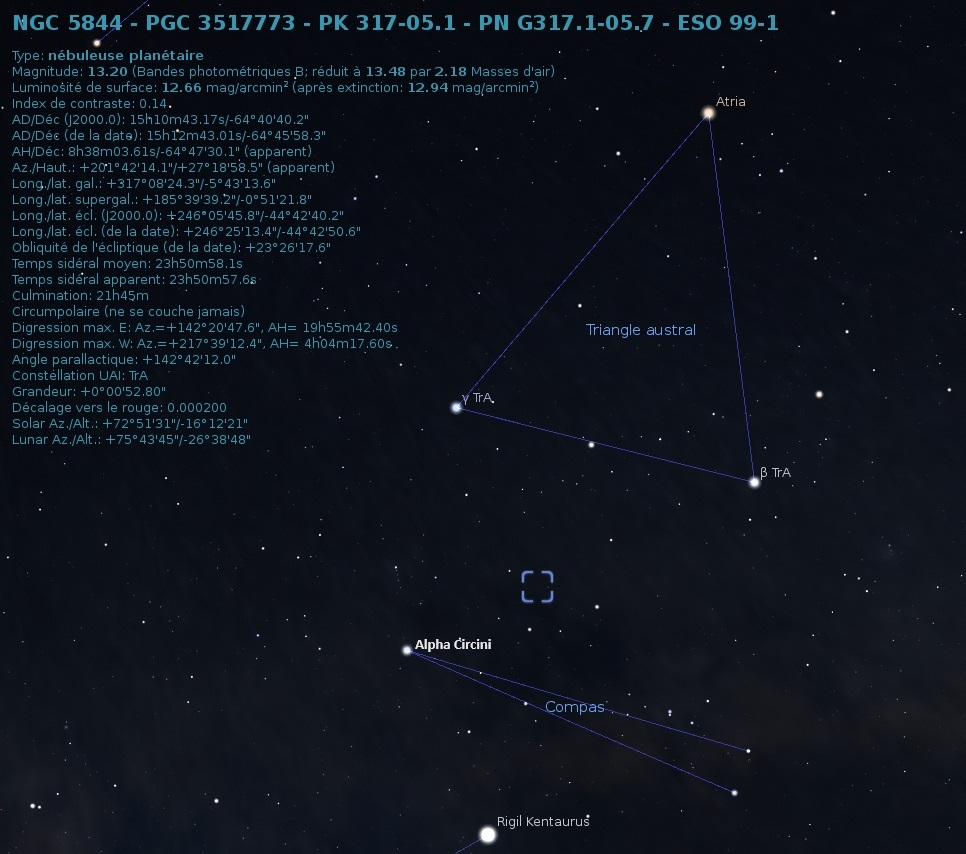
Emplacement de NGC 5844 dans la constellation du Triangle austral.

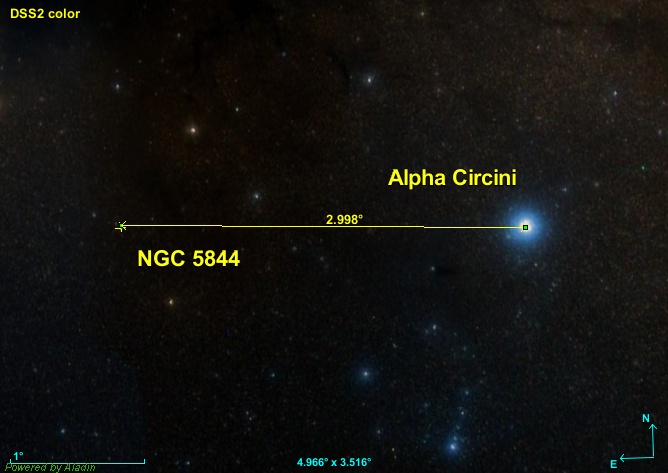
Position de NGC 5844 par rapport à une étoile de la constellation du Compas.

L'étoile la plus brillante près de NGC 5844 est Alpha Circini, une étoile de la constellation du Compas. NGC 5844 est à environ 3 degrés presque directement à l'est de cette étoile.

## Caractéristiques

### Distance, taille et vitesse
Deux distances très semblables sont indiquées sur la base de données Simbad : 1,388 ± 0,278 kpc (∼4 530 al) et environ 1 372 pc (∼4 470 al). Puisque sa taille apparente est de 1,22′, un calcul rapide montre que son envergure est égale à 1,6 ± 0,3 al. Une seule valeur de la vitesse est indiquée sur Simbad, soit −0,000 20 ± 0,000 13 km/s. NGC 5844 est pratiquement immobile par rapport à nous.

### Halo
En 1998, on a découvert que cette nébuleuse est entourée d'un pâle halo d'une taille approximative de 4,5 minutes d'arc. On ne trouve cependant aucun publication rapportant ce fait.